# Streptomyces cattleya
Espèce
Streptomyces cattleya est une espèce (au nom invalide) de bactéries gram positives de la famille des Streptomycetaceae, qui est notamment utilisée pour produire des antibiotiques tels que la céphamycine, la pénicilline, et la thiénamycine.

## Taxonomie
Le nom de ce taxon, Streptomyces cattleya, est le nom préféré mais pas le nom correct car celui-ci n'a pas été publié de manière valide selon les critères de nomenclature des procaryotes.